# Matthiola stoddartii
Matthiola stoddartii là một loài thực vật có hoa trong họ Cải. Loài này được Bunge mô tả khoa học đầu tiên năm 1851.